# Nuisance variable
Dans la théorie des processus stochastiques en théorie des probabilités et en statistique, une variable (paramètres) de nuisance est une variable aléatoire qui est fondamentale pour le modèle probabiliste, mais qui n'a pas d'intérêt particulier en soi ou n'a plus d'intérêt : une telle utilisation apparaît pour l'équation de Chapman-Kolmogorov.
Le terme « facteur de nuisance » a d’abord été utilisé dans le cadre des plans en blocs, où les effets associés aux blocs – souvent appelés « facteurs » – ne présentent pas d’intérêt direct pour l’analyse. Dans de nombreuses approches, notamment lorsque la conception expérimentale implique une randomisation, ces effets sont traités comme des variables aléatoires. Plus récemment, on emploie également le terme « variable de nuisance » dans ce même contexte.
Le terme « variable de nuisance » a été utilisé dans le cadre d’enquêtes statistiques pour désigner des informations qui ne présentent pas d’intérêt direct mais qui doivent être prises en compte dans une analyse.
Le terme variable nuisible est parfois également utilisé dans des contextes plus généraux, simplement pour désigner les variables qui sont marginalisées lors de la recherche d'une distribution marginale.
1. 1 2  Sanderman, Coyne et Ranchor, « Age: Nuisance variable to be eliminated with statistical control or important concern? », Patient Education and Counseling, vol. 61, no 3,‎ 2006, p. 315–316 (PMID 16731313, DOI 10.1016/j.pec.2006.04.002)
2. ↑  Irving B. Weiner, Donald K. Freedheim, John A. Schinka (2003) Handbook of Psychology, Wiley. (Chapter 1)  (ISBN 0-471-38513-1)